# Луїс Гутьєррес
Луїс Вісенте Гутьєррес (англ. Luis Vicente Gutiérrez; нар. 10 грудня 1953, Чикаго, Іллінойс) — американський політик-демократ, член Палати представників США з 1993 до 2019 року.
У 1974 році він закінчив Північно-Східний університет Іллінойсу, потім працював викладачем і соціальним працівником. З 1985 по 1992 він був членом міської ради Чикаго.
Католик, має пуерто-риканське походження. Одружений, має двох дітей.

## Українофобія
25 квітня 2018 року, разом із групою конгресменів, виступив зі звинуваченнями на адресу Польщі й України в антисемітизмі. А саме звинуватив обидві держави та її уряди у возвеличуванні нацистів та заперечуванні Голокосту. 9 травня того ж року Ваад України спростував ці звинувачення, а саму заяву конгресменів від Демократичної Партії назвав «антиукраїнською дифамацією», яку використовує російська пропаганда у війні проти України.